# Genista tejedensis
Genista tejedensis là một loài thực vật có hoa trong họ Đậu. Loài này được (Porto & Rigo) C.Vicioso miêu tả khoa học đầu tiên.